# لورين إيغل
لورين إيغل (بالإنجليزية: Lauryn Eagle)‏ هي ملاكمة محترفة أسترالية وبطلة في التزلج على الماء، ولدت في 11 ديسمبر 1987 في راندويك في أستراليا.

## وصلات خارجية
- لورين إيغل على موقع IMDb (الإنجليزية)